# Кравейру Лопиш, Франсишку
Франси́шку Ижи́ну Краве́йру Ло́пиш (порт. Francisco Higino Craveiro Lopes; 12 апреля 1894, Лиссабон — 2 сентября 1964, там же) — португальский военный деятель и политик.

## Биография
Франсишку Ижину Кравейру Лопиш родился в 1894 году в Лиссабоне в семье Жуана Карлуша Кравейру Лопиша. Его отец, потомственный военный, во время Первой мировой войны участвовал в боевых действиях во Фландрии и попал в плен в ходе битвы на Лисе. Позже Жуан Карлуш занимал важные военные посты при Новом государстве, был губернатором Португальской Индии и командующим 1-го военного округа.
В 1911 году Франсишку Кравейру Лопиш пошёл добровольцем в армию и был приписан ко 2-му кавалерийскому полку. В звании первого сержанта-кадета поступил в военную академию в Лиссабоне, которую окончил в 1915 году. Он успел поучаствовать в боях Первой мировой войны против немцев в Португальской Восточной Африке, а в 1918 году был направлен в военную авиацию, где к 1922 году дослужился до капитанского чина. В 1926—1929 году возглавлял учебный дивизион аэронавтики в военной академии.
В 1929 году Кравейру Лопиш получил назначение в Гоа. В 1930 году в чине майора он занял важный административный пост при губернаторе Португальской Индии, которым в это время был его отец, а в 1933—1934 и в течение нескольких месяцев в 1936 году исполнял и губернаторские обязанности. В 1934 году он был также исполняющим обязанности командующего округом Даман.
Вернувшись в Португалию в 1939 году в звании подполковника, Кравейру Лопиш получил под своё командование военно-воздушную базу в Танкуше. Он был произведён в полковники в 1941 году и в этом звании вёл переговоры с британцами, окончившиеся договорённостью об использовании Великобританией аэродромов и воздушного пространства принадлежащих Португалии Азорских островов при том, что сама Португалия официально сохраняла нейтралитет во Второй мировой войне. В 1943 году он был направлен на высшие командные курсы и в следующем году получил звание бригадного генерала и пост командующего Португальским легионом, на котором оставался до 1950 года, в 1949 году став уже полным генералом.
С 1945 по 1949 год Кравейру Лопиш был депутатом Национальной ассамблеи от округа Коимбра, совмещая эту роль с командованием авиабазой на Терсейре. В 1951 году он принял командование 3-м военным округом, совмещая эту должность с преподаванием в Институте высшего военного образования. Когда в апреле 1951 года умер президент Португалии Антониу Ошкар Фрагозу Кармона, фактический правитель страны премьер-министр Антониу ди Оливейра Салазар выбрал Кравейру Лопиша в качестве его преемника. Генерал стал официальным кандидатом от правящей партии на выборах и победил в отсутствие других кандидатур, заняв должность президента 22 июля 1951 года (кандидат от коммунистов был лишён права участия в выборах Верховным судом, а основного кандидата от оппозиции, адмирала Мануэла Кинтана Мейрелиша, вынудили сняться с выборов накануне их проведения). В качестве президента он был преимущественно церемониальной фигурой, отношения с премьер-министром были формально-холодными с самого начала, а в дальнейшем его инициативы отвергались, а публичные выступления были сведены к минимуму; напротив, оппозиция возлагала на президента, выглядевшего честным и нейтральным, определённые надежды. В 1958 году, несмотря на намерение Кравейру Лопиша остаться на следующий срок, руководство Национального союза поддержало другого кандидата — Америку Томаша, хотя кандидат от оппозиции Умберту Делгаду был даже готов сняться с выборов, если от правящей партии будет снова выдвинут Кравейру Лопиш.
После отставки с должности президента Кравейру Лопиш был произведён в 1958 году в маршалы ВВС. Несмотря на это, он продолжал оставаться противником Салазара и 13 апреля 1961 года участвовал в неудавшемся военном перевороте. В 1963 году Кравейру Лопиш выступил с критикой политики Португалии в колониях, осуждая намерения режима Салазара подавить усиливающиеся национально-освободительные движения военной силой. Он умер у себя дома от сердечного приступа в сентябре следующего года.

## Награды
Награды Португалии
| Страна     | Дата                            | Награда                                           | Награда                                                   | Литеры |
| ---------- | ------------------------------- | ------------------------------------------------- | --------------------------------------------------------- | ------ |
| Португалия | 21 июля 1951 — 9 августа 1958   | Кавалер Тройного ордена как Президент Португалии  | Кавалер Тройного ордена как Президент Португалии          |        |
| Португалия | 21 июля 1951 — 9 августа 1958   | Гроссмейстер                                      | Военного Ордена Башни и Меча, Доблести, Верности и Заслуг |        |
| Португалия | 31 марта 1928 —                 | Кавалер                                           | Военного Ордена Башни и Меча, Доблести, Верности и Заслуг | CavTE  |
| Португалия | 21 июля 1951 — 9 августа 1958   | Гроссмейстер                                      | ордена Христа                                             |        |
| Португалия | 14 июня 1929 —                  | Командор                                          | ордена Христа                                             | ComC   |
| Португалия | 21 июля 1951 — 9 августа 1958   | Гроссмейстер                                      | ордена Святого Беннета Ависского                          |        |
| Португалия | 3 ноября 1950 —                 | Кавалер Большого креста                           | ордена Святого Беннета Ависского                          | GCA    |
| Португалия | 4 декабря 1943 — 3 ноября 1950  | Гранд-офицер                                      | ордена Святого Беннета Ависского                          | GOA    |
| Португалия | 5 октября 1926 — 4 декабря 1943 | Офицер                                            | ордена Святого Беннета Ависского                          | OA     |
| Португалия | 21 июля 1951 — 9 августа 1958   | Гроссмейстер Военного ордена Святого Якова и Меча | Гроссмейстер Военного ордена Святого Якова и Меча         |        |
| Португалия | 21 июля 1951 — 9 августа 1958   | Гроссмейстер ордена Народного образования         | Гроссмейстер ордена Народного образования                 |        |
| Португалия | 21 июля 1951 — 9 августа 1958   | Гроссмейстер ордена Колониальной империи          | Гроссмейстер ордена Колониальной империи                  |        |
| Португалия | —                               | Медаль Победы со звездой                          | Медаль Победы со звездой                                  |        |
| Португалия | —                               | Золотая медаль «За образцовое поведение»          | Золотая медаль «За образцовое поведение»                  | MOCE   |
| Португалия | —                               | Медаль «За военные заслуги» 1 класса              | Медаль «За военные заслуги» 1 класса                      | MPMM   |
| Португалия | —                               | Кавалер Военного креста 1 класса                  | Кавалер Военного креста 1 класса                          | MPCG   |

Награды иностранных государств
| Страна                   | Дата вручения     | Награда                                                       | Награда                                                       | Литеры |
| ------------------------ | ----------------- | ------------------------------------------------------------- | ------------------------------------------------------------- | ------ |
| Испания                  | 14 июня 1950 —    | Кавалер Большого креста ордена Сиснероса                      | Кавалер Большого креста ордена Сиснероса                      |        |
| Франция                  | 8 августа 1953 —  | Кавалер Большого креста ордена Почётного легиона              | Кавалер Большого креста ордена Почётного легиона              |        |
| Ватикан                  | 11 августа 1953 — | Рыцарь цепи ордена Святого Гроба Господнего Иерусалимского    | Рыцарь цепи ордена Святого Гроба Господнего Иерусалимского    |        |
| Испания                  | 30 декабря 1953 — | Кавалер цепи Имперского ордена Ярма и Стрел                   | Кавалер цепи Имперского ордена Ярма и Стрел                   |        |
| Мальтийский орден        | 9 марта 1954 —    | Кавалер Большого креста ордена Заслуг pro Merito Melitensi    | Кавалер Большого креста ордена Заслуг pro Merito Melitensi    |        |
| Греция                   | 1 марта 1955 —    | Кавалер Большого креста ордена Спасителя                      | Кавалер Большого креста ордена Спасителя                      |        |
| Бразилия                 | 13 августа 1955 — | Кавалер Большого креста ордена Морских заслуг                 | Кавалер Большого креста ордена Морских заслуг                 |        |
| Бразилия                 | 16 марта 1956 —   | Кавалер Большого креста ордена Военных заслуг                 | Кавалер Большого креста ордена Военных заслуг                 |        |
| Бразилия                 | 16 марта 1956 —   | Кавалер Большого креста ордена «За заслуги в воздухоплавании» | Кавалер Большого креста ордена «За заслуги в воздухоплавании» |        |
| Ливан                    | 17 апреля 1956 —  | Кавалер Большой ленты Национального ордена Кедра              | Кавалер Большой ленты Национального ордена Кедра              |        |
| Великобритания           | 20 апреля 1956 —  | Кавалер Большого креста ордена Бани                           | Кавалер Большого креста ордена Бани                           | GCB    |
| Доминиканская Республика | 20 ноября 1957 —  | Кавалер Большого креста ордена Санчеса, Дуарте и Меллы        | Кавалер Большого креста ордена Санчеса, Дуарте и Меллы        |        |
| Великобритания           | 1957 —            | Кавалер Королевской Викторианской цепи                        | Кавалер Королевской Викторианской цепи                        |        |
| Бельгия                  | —                 | Кавалер Большого креста ордена Леопольда I                    | Кавалер Большого креста ордена Леопольда I                    |        |
| Венесуэла                | —                 | Кавалер цепи ордена Освободителя                              | Кавалер цепи ордена Освободителя                              |        |
| Мальтийский орден        | —                 | Кавалер Большого креста чести и преданности                   | Кавалер Большого креста чести и преданности                   |        |